# Eperetmus typus
Eperetmus typus is een hydroïdpoliep uit de familie Olindiasidae. De poliep komt uit het geslacht Eperetmus. Eperetmus typus werd in 1915 voor het eerst wetenschappelijk beschreven door Bigelow. 